# Llista de governadors de la Hispània Tarraconense
Llista de Procònsols de la Hispània Tarraconense des de la reestructuració d'August l'any 27 aC. En el període anterior, un sol procònsul governava les dues províncies d'Hispània. Es coneixen 42 governadors de la província

## Divisió territorial d'August[5]
- 27 aC-24 aC Gai Antisti Vet
- 24 aC-22 aC Luci Eli Làmia
- 22 aC-19 aC Gai Furni
- 19 aC-16 aC Publi Sili Nerva
- 16 aC-13 aC Lici Sesti Quirinal (molt dubtós, apareix com a governador de la provincia Transduriana)
- 13 aC-10 aC Marc Licini Cras Frugi
- 10 aC/9 aC-8 aC/7 aC Luci Domici Aenobarb
- 7 aC-4 aC Gai Asini Gal Saloní
- 4 aC-1 aC? Paul·le Fabi Màxim
- 1 aC-9 dC Gai Calvisi Sabí (fill)
- 9 dC-10 dC Gneu Calpurni Pisó
- 10 dC/11 dC-12 dC/13 dC Aule Cecina Sever
- 13 dC/14 dC-20 dC Marc Emili Paul·le Lèpid

...
- 23 dC-37 dC Luci Arrunti el Jove (governador in absentia)
- 23/24?-25 Luci Calpurni Pisó (legat jurídic)
- Entre 25 i 33 Gai Cetroni Micci (legat jurídic)

...
- 40-41 Appi Juni Silà

...
- 60-68 Servi Sulpici Galba
- 68-69? Marc Cluvi Ruf
- (Mencionat vers 70) Larci Licini (legat jurídic)
- 70-72? Tiberi Plauci Silvà Elià (potser només governador designat o in absentia)
- 73-74/75 Quint Vibi Crisp
- 75-78 Tit Aureli Fulvi
- 78-81 Gai Calpetà Ranti Quirinals (nom abans de l'adopció, Valeri Fest)
- 81-84 Marc Arrecí Climent

...
- 85-88 Quint Glici Atili Agrícola (legat jurídic)
- 88-91 Marc Maeci Celer (legat jurídic)

...
- 100-103 Aule Corneli Palma

...
- (Mencionat el 133) Juni Homul·le
- (En temps d'Hadrià, entre 117 i 138) Minici Fundà ?
- (En temps d'Hadrià, entre 117 i 138) Marc Lol·li Paulí
- 136-138 Luci Novi Crispí Marcial Saturní (legat jurídic per Asturia i Callaecia)
- (En temps d'Antoní Pius, entre 138 i 161) Gai Valeri Avit (potser no fou governador, només un militar hispanoromà)[6]
- (En temps d'Antoní Pius, entre 138 i 161) Quint Juni Rústic
- (Mencionat el 145) Corneli Priscià
- Entre 155 i 161 Luci Venuleu Apronià
- 161-164 Salvi Julià
- 164-167 Tit Pomponi Pròcul Vitrasi Polió

...
- 171-172 Gai Aufidi Victorí

...
- 178-180 Septimi Sever (legat jurídic per Asturia i Callaecia)[7]

...
- 186-189 Tiberi? Polié Auspex (també hi ha qui el situa en temps d'Alexandre Sever entre 222-235)
- 189-192 Quint Hedi Ruf Lollià Gentià[8]
- 192-197 Luci Novi Ruf
- 197-199 Tiberi Claudi Càndid
- 199-202 Tit Flavi Titià (el seu govern podia haver estat del 205 al 208)[9]
- Aproximadament entre 202 i 205 Quint Hedi Lollià Plauti Avit (legat jurídic per Asturia i Callaecia)[10]
- 205-208 Marc Maeci Probe (el seu govern podia haver estat del 199 al 202)[9]
- 208-211 Marc Nummi Umbri Primer

## Divisió territorial de Caracalla (211-235)
- Entre 211 i 217 Gai Juli Cerealis (governador de la Hispania Nova Citerior Antoniniana)
- Entre 218 i 222 Gai Juni Faustí Plàcid Postumià (governador de la Hispania Nova Citerior Antoniniana)
- Entre 222 i 235 Quint Atri Cloni (governador de la Hispania Nova Citerior Antoniniana)
- 227-? Gai Servili Diòdor (procurador i possible governador de la Hispania Superior o Callaecia)

## Divisió territorial d'August
- Entre 235 i 238 Gai Messi Quint Deci Valerià
- 238-241 Rutili Pudent Crispí (apareix com a governador d'Hispania Citerior et Gallaecia)
- 241-244 Luci Domiti Gallicà Papinià

...
- Finals segle II o primera meitat segle iii, (---) Emili Ri(---)or (la inscripció on apareix el nom està incompleta)
- Finals segle II o primera meitat segle iii, Gai Calpurni Rufí (governador o legat jurídic)
- Primera meitat segle iii, Grani Sabí (possible legat jurídic)

...
- (mencionat el 259) Emilià

...
- (mencionat el 282) Flamini Prisc (legat jurídic)
- (mencionat el 283) Marc Aureli Valentinià

## Divisió territorial de Dioclecià (des del 288/289)[11]
- Entre 286 i 293 Juli Valent
- (mencionat el 288/289) Postumi Luperc
- (Mencionat el 305) P. Dacià
- (Mencionat el 312) Valeri Julià
- (Mencionat el 316) Juli Ver
- (Mencionat entre el 324 i 326) Badi Macrí
- Finals del segle iii-Principis del segle iv, potser en temps de Constantí entre 306 i 337 Marc Aureli Vincenti
- (Mencionat el 335) Exsuperi ? (governador d'una província d'Hispania)
- Entre 376 i 383 Paulí
- (Mencionat el 383 Leucadi ? (possible governador d'una província d'Hispania)
- (En temps de Magne Màxim, entre 383 i 388) Antoni Maximí (governador de la Nova provincia Maxima)
- En temps de Teodosi o Honori, entre 392 i 404/405 Aureli Climent Prudenci ? (governà una província a la diocesis Hispaniarum, potser la Tarraconensis)

## Caps militars (seglev)[12]
[sense un exèrcit permanent a la Península Ibèrica, intervencions romanes intermitents des de l'exterior amb base a Tarraco]
- 408-410 Geronci (magister militum sota Constantí III (408-409) i Màxim (409-410))
- 409 Just (magister militum sota Constantí III)
- (En temps de Honori, entre vers 409 i 423) Sabinià (magister militum)
- 419-421 Asteri (comte de les Hispànies)
- 422 Flavi Castí (magister militum)
- 432-433 i 437-440 Censori (comes, missions diplomàtiques)
- 438 Andevot ? (dux Romanae militiae) (molt dubtós, potser un cap germànic independent)
- 441-443 Flavi Astiri (magister utriusque militiae)
- 443 Flavi Merobaudes (magister utriusque militiae)
- 446 Vit (magister utriusque militiae)
- 452 Mansuet (comte de les Hispànies, missió diplomàtica)
- 452 i 455 Fronto (comes, missions diplomàtiques)
- 453/454 Frederic ? (magister utriusque militiae ?) (dubtós, sembla que actua amb tropes visigodes federades)
- 454 Justinià (no consta el seu càrrec, missió diplomàtica)
- 459-462 Nepocià (magister militum) (les seves tropes eren visigodes federades)
- 459-460 Suneric (comes, i dux visigòtic (459-462))
- 462-465 Arbori (magister militum) (les seves tropes eren visigodes federades)